# Малькольм Соєр

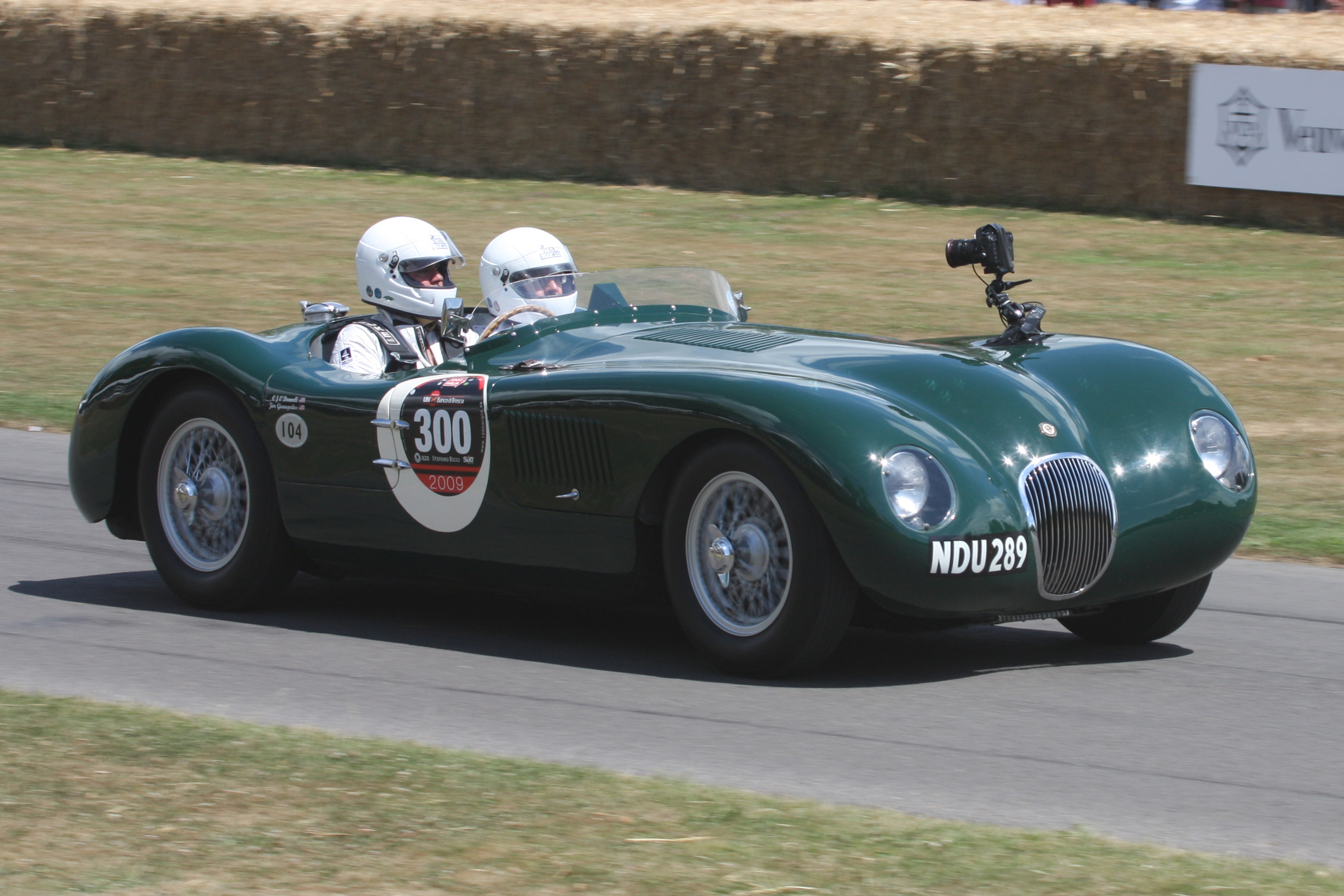
Jaguar C-Type

Малькольм Соєр (англ. Malcolm Sayer; 1916, Кромер, Норфолк — 1970) — англійський дизайнер автомобілів Ягуар. Він був одним з перших інженерів, що застосували принципи аеродинаміки в конструкції автомобіля.

## Основні проекти
- Jaguar C-Type (похідний від Jaguar XK 120)
- Jaguar D-Type
- Jaguar E-Type
- Jaguar XJS (хоча машина, побачила світ через кілька років після його смерті)